# Scoglio di Poglina
Lo scoglio di Poglina  è uno scoglio del mar di Sardegna situato a ridosso della costa nord-occidentale della Sardegna.

Appartiene amministrativamente al comune di Alghero.